# Santissimo Nome di Gesù (diaconia)
La diaconia del Santissimo Nome di Gesù (in latino: Diaconia Sanctissimi Nominis Iesu) fu istituita da papa Paolo VI il 5 febbraio 1965 con la costituzione apostolica Quod ex antiquitate.

## Titolari
- Michele Pellegrino, titolo pro illa vice (29 giugno 1967 - 10 ottobre 1986 deceduto)
- Eduardo Martínez Somalo (28 giugno 1988 - 9 gennaio 1999); titolo pro illa vice (9 gennaio 1999 - 10 agosto 2021 deceduto)
- Gianfranco Ghirlanda, S.I., dal 27 agosto 2022